# Абдраєв Каріке Абдрайович
Каріке Абдрайович Абдра́єв (6 жовтня 1932, село Корумду, тепер Іссик-Кульського району Іссик-Кульської області, Киргизстан — 10 жовтня 2009, Киргизстан) — киргизький радянський діяч, 1-й секретар Таласького обласного комітету КП Киргизії. Депутат Верховної Ради Киргизької РСР 8—10-го скликань. Депутат Верховної ради СРСР 11-го скликання.

## Життєпис
У 1955 році закінчив Московський текстильний інститут.
У 1955—1958 роках — змінний майстер, начальник цеху, начальник ткацького виробництва Фрунзенської конопледжутової фабрики управління легкої промисловості Ради народного господарства Киргизької РСР.
У 1958—1961 роках — старший інженер, головний спеціаліст управління легкої промисловості Ради народного господарства Киргизької РСР.
Член КПРС з 1960 року.
У 1961—1963 роках — начальник управління промисловості Міністерства місцевого господарства Киргизької РСР.
У 1963—1967 роках — заступник начальника Головного управління побутового обслуговування населення при Раді міністрів Киргизької РСР.
У 1967—1970 роках — заступник, 1-й заступник міністра побутового обслуговування населення Киргизької РСР.
У 1970—1971 роках — голова Організаційного комітету Президії Верховної Ради Киргизької РСР по Іссик-Кульській області.
У 1971 — вересні 1980 року — голова виконавчого комітету Іссик-Кульської обласної ради народних депутатів.
У вересні 1980 — 23 грудня 1985 року — голова Організаційного бюро ЦК КП Киргизії по Талаській області; 1-й секретар Таласького обласного комітету КП Киргизії.
У 1986—1991 роках — міністр місцевої промисловості Киргизької РСР.
У 1991—1992 роках — голова правління Державного концерну «Кенч» Киргизької РСР. У 1992—2001 роках — голова правління Асоціації «Кенч» Киргизької Республіки, голова товариства дружби «Киргизстан — Туреччина».
Потім — на пенсії. Помер 10 жовтня 2009 року.

## Нагороди і звання
- два ордени Трудового Червоного Прапора (1975, 1982)
- орден «Знак Пошани» (1971)
- медалі
- Заслужений працівник промисловості Киргизької Республіки (1992)